# Abracadabra

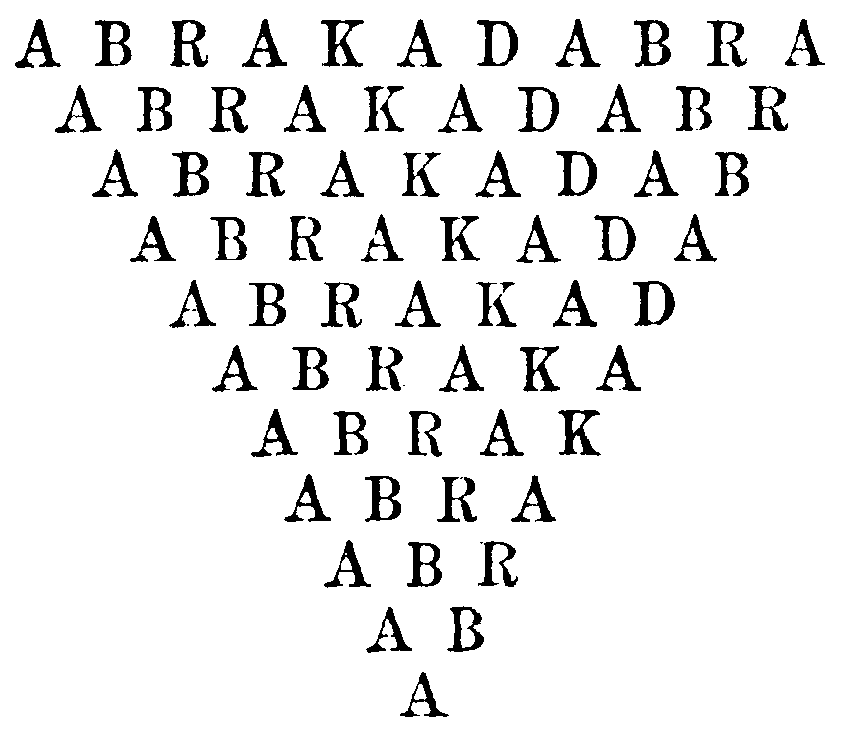
Abracadabra

De term abracadabra is een oude bezwerings- of belezingsspreuk of toverformule die geacht werd een genezende werking te hebben.
Het woord werd onder meer in de vorm van een gelijkzijdige driehoek geschreven in elf regels, die telkens één letter minder bevatten.

## Geschiedenis
De term werd voor het eerst in deze zin gebruikt in de 2e eeuw door Serenus Sammonicus, arts van de Romeinse keizer Caracalla in De Medicina Praecepta. Hij beval aan de formule in de vorm van een amulet te dragen. De veronderstelling was dat de ziekte of pijn op dezelfde manier zou afnemen en verdwijnen als het woord zelf. In het Aramees betekent het "Ik zal creëren als (wanneer) ik spreek". (Abera kedabera / אברא כדברה)
Er zijn verschillende theorieën over de bron van de toverspreuk.
- Een theorie luidt dat het woord komt van het Griekse abrasadabra (de vervanging van de s door een c zou berusten op een foutieve overzetting). In deze theorie zou de term een geheim woord zijn dat werd gebruikt door een gnostische sekte in Alexandrië, waarschijnlijk gebaseerd op Abrasax, (ook Abraxas), hun voornaamste godheid.
- De term 'Abraxas' zou verwantschap hebben met Abraxas (oudere vorm Abrasax), naam van de oppergod van de Basilidianen. De letters van het woord vertegenwoordigen in de Griekse notatie het telwoord 365: de dagen van het jaar.

## Voorbeelden
Beschreven is dat de smid van Yde zijn abracadabra prevelde, wanneer hij spijkers sloeg in de breukenboom. Eerst had hij zijn hoed afgezet en zich eerbiedig voor de boom gebogen. Er was ook een abracadabra, dat diende als een afweringsgebed tegen alle toverij.
Tegenwoordig duidt de term in het Nederlands voornamelijk aan dat iets voor de spreker onbegrijpelijk is.